# Jonathan Santlofer
Jonathan Santlofer (New York, 26 aprile 1946) è uno scrittore e pittore statunitense.

## Biografia
Nato nel 1946 a New York, ha studiato all'Università di Boston e si è specializzato in pittura al Pratt Institute.
Ha esordito nel 2002 con il thriller L'artista di morte, tradotto in 17 lingue e in seguito ha pubblicato altri 4 romanzi e alcuni racconti vincendo nel 2008 il Premio Nero Wolfe con il giallo Anatomy of Fear.
Pittore affermato e membro della comunità di artisti di Yaddo, ha esposto in numerose gallerie.

## Vita privata
La morte improvvisa della moglie Joy nel 2013 (dalla quale aveva avuto una figlia, Doria), è alla base del memoir pubblicato 5 anni dopo The Widower's Notebook.

## Opere principali

### Romanzi

#### Serie Kate McKinnon
- L'artista di morte (The Death Artist, 2002), Casale Monferrato, Piemme, collana Maestri del thriller, 2005 traduzione di Maria Clara Pasetti ISBN 88-384-7221-1.
- Color Blind (2004)
- The Killing Art (2005)

#### Serie Nate Rodriguez
- Anatomy of Fear (2007)
- The Murder Notebook (2008)

#### Altri romanzi
- L'ultimo mistero di Mona Lisa (The Last Mona Lisa, 2021), Newton Compton, traduzione di Vittorio Ambrosio, 2021 (ISBN 978-88-227-4725-9)
- Il quadro perduto di Van Gogh (2024)

### Memoir
- The Widower's Notebook (2018)

### Antologie
- No Rest for the Dead (2011)
- Inherit the Dead (2013)

### Racconti
- Il settantaquattresimo racconto (The 74th Tale) (2010), all'interno di Natale al mysterious bookshop, Milano, Il Giallo Mondadori N. 3072, 2012 traduzione di Stefano Rosignoli
- Richie and the Rich Bitch (2011)
- What's in a Name? (2011)
- The Muse (2012)
- Masterpiece (2013)
- The Last Toke (2013)
- Party Girls (2013)

## Premi e riconoscimenti
- Premio Nero Wolfe: 2008 per Anatomy of Fear